# James Siegel
James Siegel (ur. 1954) – amerykański powieściopisarz, autor thrillerów, wiceprezes zarządu agencji reklamowej BBDO. Uzyskał licencjat na City University of New York, obecnie mieszka na Long Island. 
Na podstawie jego powieści Wykolejony w 2005 roku powstał film o tym samym tytule.

## Powieści
- Epitafium (2001)
- Wykolejony (2003)
- Objazd (2005)
- W żywe oczy (2006)[2]
- Storyteller (2011)